# ブルックリン (装甲巡洋艦)
ブルックリン (USS Brooklyn, ACR/CA-3) は、アメリカ海軍の装甲巡洋艦。艦名はニューヨーク州ブルックリンに因む。その名を持つ艦としては2隻目。

## 艦歴

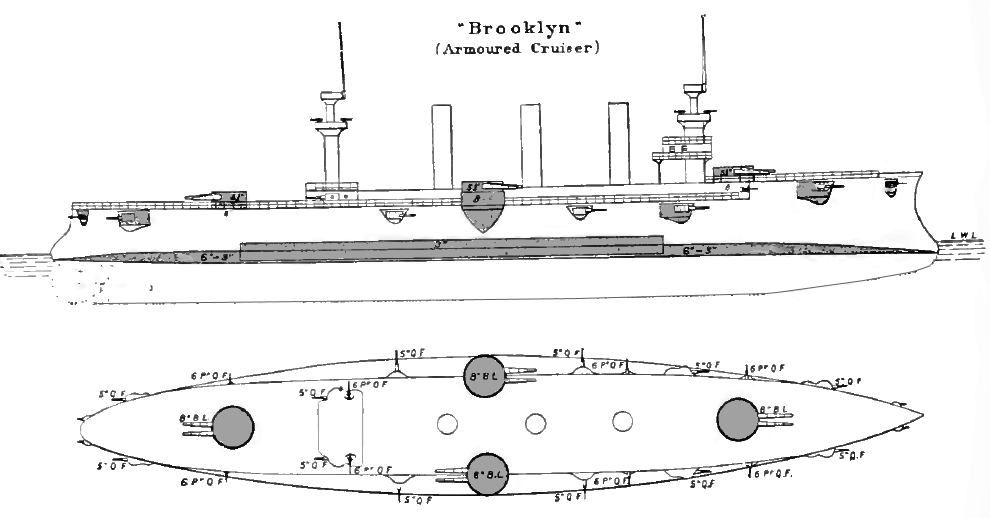
本艦の武装・装甲配置を示した図。

ブルックリンはペンシルベニア州フィラデルフィアのウィリアム・クランプ・アンド・サンズで起工され、1895年10月2日にイーダ・メイ・シュイーレンによって進水、1896年12月1日にF・A・クック艦長の指揮下就役する。
ブルックリンの就役後最初の任務はヴィクトリア女王即位60周年記念式典へ出席するアメリカ合衆国代表を乗せたイギリスへの巡航であった。ブルックリンは1897年7月に東海岸へ帰還し、同海域及び西インド諸島を巡航した後、1898年3月28日にウィンフィールド・シューレイ代将率いる遊撃艦隊の旗艦となる。
米西戦争中、遊撃艦隊はキューバのシエンフエゴスに1898年5月21日に到着し港湾封鎖を行った。5月26日に艦隊はサンティアーゴ・デ・クーバに到着したが、スペイン艦隊は要塞によって守られていた。ブルックリンは7月に行われたサンチャゴ・デ・キューバ海戦において重要な艦であった。ブルックリンは20発の直撃弾を受けたものの、死者は1名（ジョージ・H・エリス）、負傷者も1名（J・ベヴィンス）に過ぎなかった。ブルックリンは1898年8月20日に帰国の途に就き、大西洋岸およびカリブ海を巡航してニューヨークのトンプキンスヴィルに帰還、10月5日に米西戦争祝勝記念式典に参加した。翌年9月にはニューヨークでのデューイ記念式典に参加した。1899年10月16日にハンプトン・ローズを出航し、スエズ運河を経由して12月16日にフィリピンのマニラに到着した。ブルックリンはアジア艦隊の旗艦として義和団の乱における外交員の救助遠征（1900年7月8日 - 10月11日）に参加し、続いてオーストラリアおよびオランダ領東インドへの巡航（1901年4月10日 - 8月7日）を行う。1902年3月1日までアジア艦隊で活動した後、ブルックリンはスエズ運河を経由して5月1日にニューヨーク海軍工廠に到着した。
1902年5月20日、ブルックリンはキューバのハバナにおいてキューバ独立記念式典に参加した。6月から7月にかけて前駐米英国大使ジュリアン・ポーンスフット卿の争議に関連した特別任務に就く。続く4年にわたってブルックリンは北大西洋艦隊およびヨーロッパ戦隊とともに巡航を行い、1905年5月26日にニューヨークに帰還する。1905年6月7日、チャールズ・ドワイト・シグズビー少将の旗艦としてブルックリンはフランスのシェルブールを訪れ、ジョン・ポール・ジョーンズの遺体を受け取った。ブルックリンがアナポリスに到着すると、ジョーンズ代将の遺体は1905年7月23日に式典と共にアメリカ海軍兵学校の墓地に再埋葬された。
1905年8月3日から23日にかけて海軍民兵の巡航を行い、その後12月28日から1906年5月8日まで地中海への巡航を行った後、ブルックリンは5月16日にフィラデルフィア海軍造船所で予備役となる。1906年7月30日から8月2日にかけて短期の特別任務をハバナで行った後、1907年の春まで予備役状態で保管された。1907年4月12日から12月4日までブルックリンはバージニア州ジェームズタウンで開催されたジェームズタウン博覧会で展示される。その後フィラデルフィアに帰還し、1907年12月21日に再び予備役となる。
ブルックリンは1908年6月23日に退役するが、1914年3月2日に最就役し、大西洋予備役艦隊に配属、1914年7月24日から1916年3月13日までボストン海軍工廠で収容船として使用された。1915年5月9日にフィラデルフィアで完全に就役し、11月までボストン湾近辺のパトロールを行う。その後最高司令部の旗艦としてアジア艦隊に向かう。ブルックリンはアジア艦隊第1戦隊司令官の旗艦として中国、日本、ロシアで定期的な軍事、外交任務を1919年9月まで行う。1920年に CA-3 （重巡洋艦）に艦種変更され、1月には太平洋艦隊に配属、駆逐戦隊の司令官旗艦として1921年1月15日まで活動する。ブルックリンは1921年3月9日にメア・アイランド海軍工廠で退役し1921年12月20日に売却された。